# Domenico Zappettini
Domenico Zappettini, (Bergamo, 8 de agosto de 1880 - Bergamo, 17 de diciembre de 1918) ha sido un pintor y decorador italiano.

## Biografía

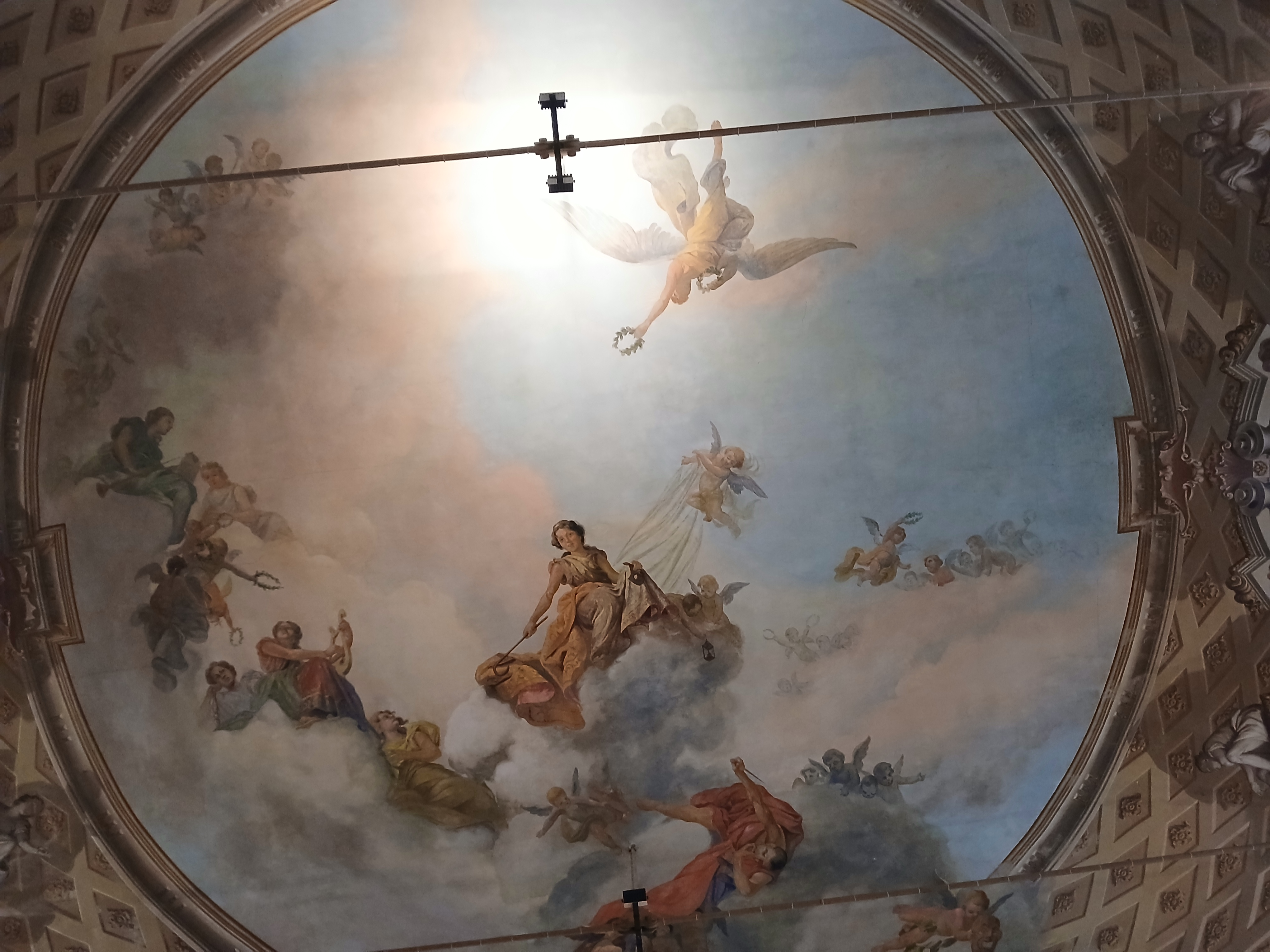
El triunfo de las artes. Teatro del Oratorio de la Inmaculada, Bergamo

Nacido en Bergamo, estableció un taller de pintura dedicándose a la decoración de edificios religiosos, a la ejecución de retratos y a las decoraciones para eventos, junto con su hermano Giovanni. Sus obras se caracterizan por un estilo realístico, por el empleo de colores brillantes y por el recurso a técnicas fotográficas en la impostación de las pinturas. Destacan las decoraciones de escena del Teatro Rubini, el fresco El triunfo de las Artes del Teatro y la Via Crucis de la Iglesia del Oratorio de la Inmaculada de Bergamo (1905), los frescos que adornan la cúpula y los arcos de la iglesia de San Jorge martyr de Boltiere (1909), los frescos de la Aula de la Iglesia de Santa María Anunciada de Bagnella (Serina, 1915) y los frescos de la Iglesia del Sagrado Corazón de Jesús y de San Juán Bautista de Predore (1914-1916).

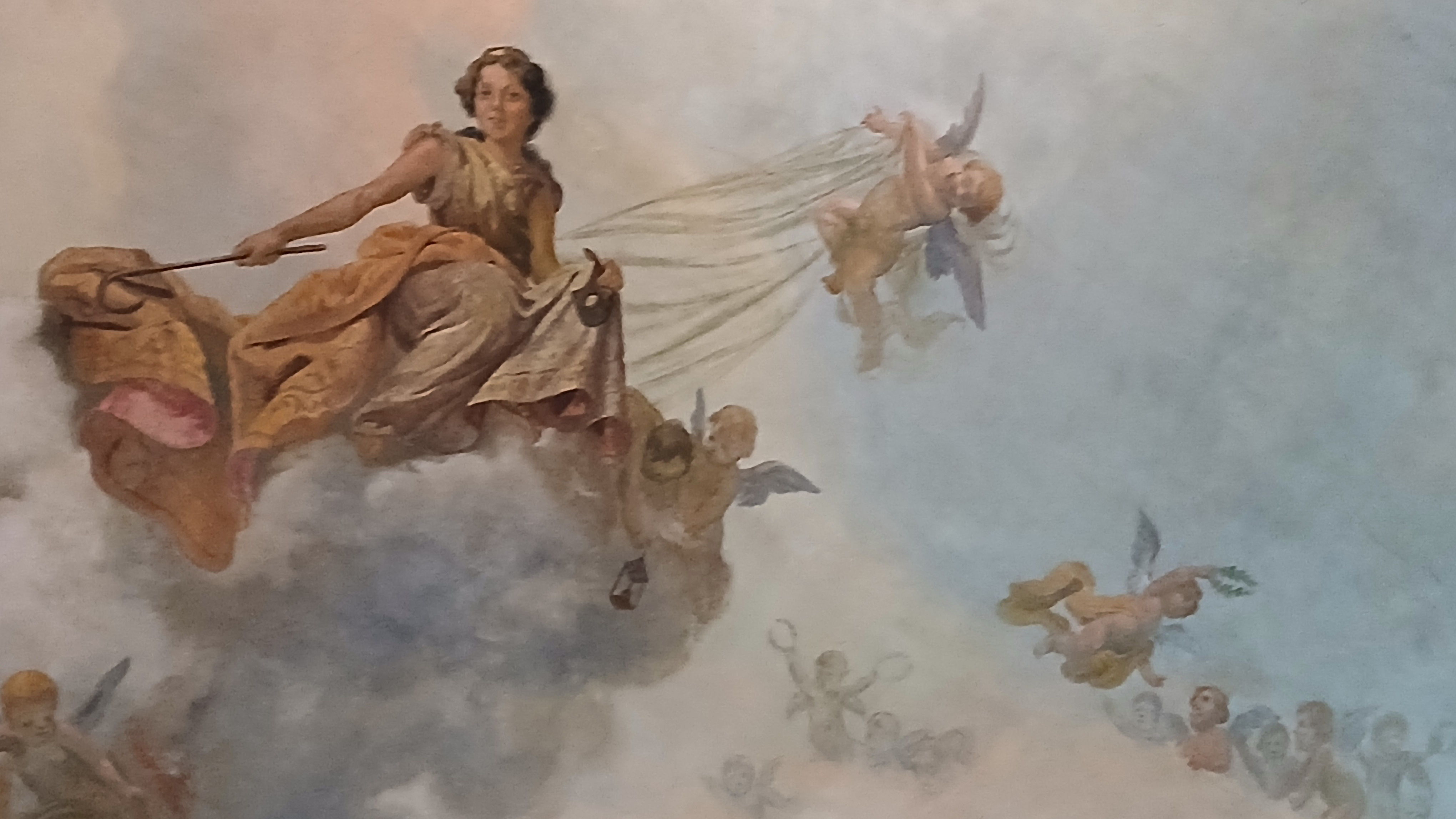
El triunfo de las artes (detalle)

Pintó también decoraciones para eventos entre las cuales destacan el lienzo y los estandartes de la volta y de las capillas de la Iglesia de San Alejandro en Columna de Bergamo, realizadas para las celebraciones solemnes de este santo en 1905.
Participó en la Primera guerra mundial y falleció a causa de la 'influenza española en 1918. Ha sido inhumado en el Mausoléo y Sagrario de los fallecidos en guerra del Cementerio monumental de Bergamo.

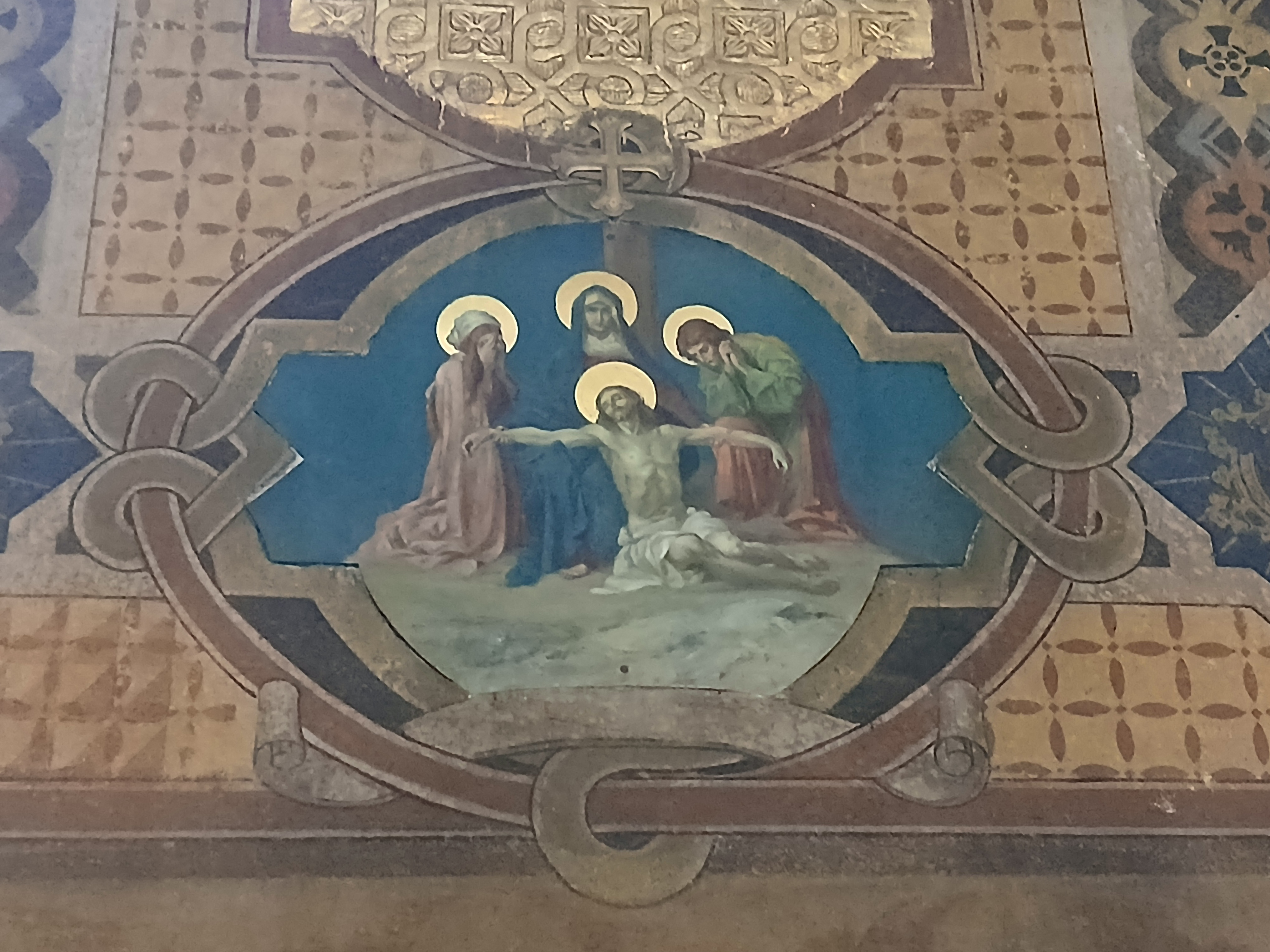
Segunda estación de la Via crucis, Iglesia del Oratorio de la Inmaculada, Bergamo

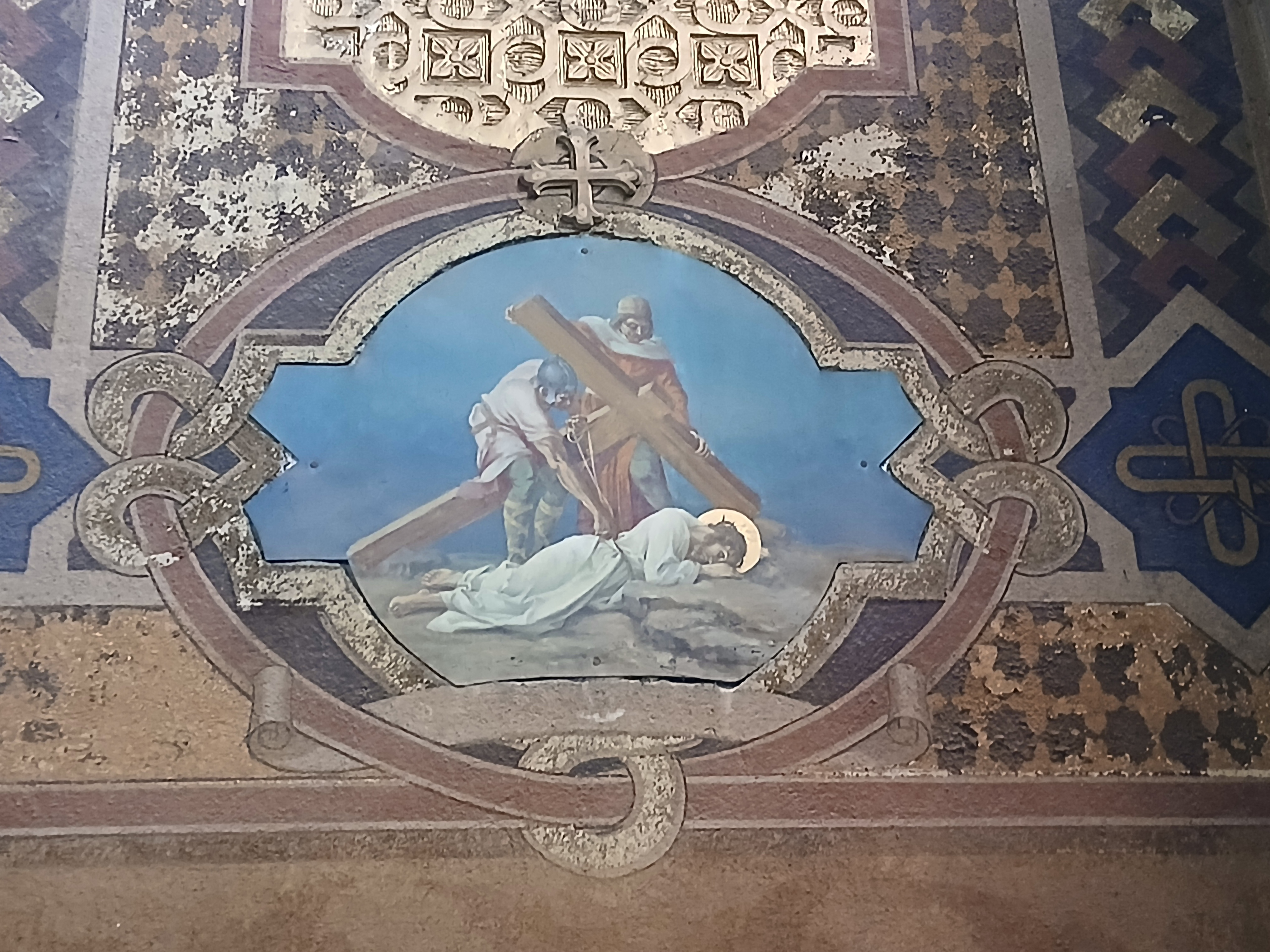
Sexta estación de la Via crucis, Iglesia del Oratorio de la Inmaculada, Bergamo

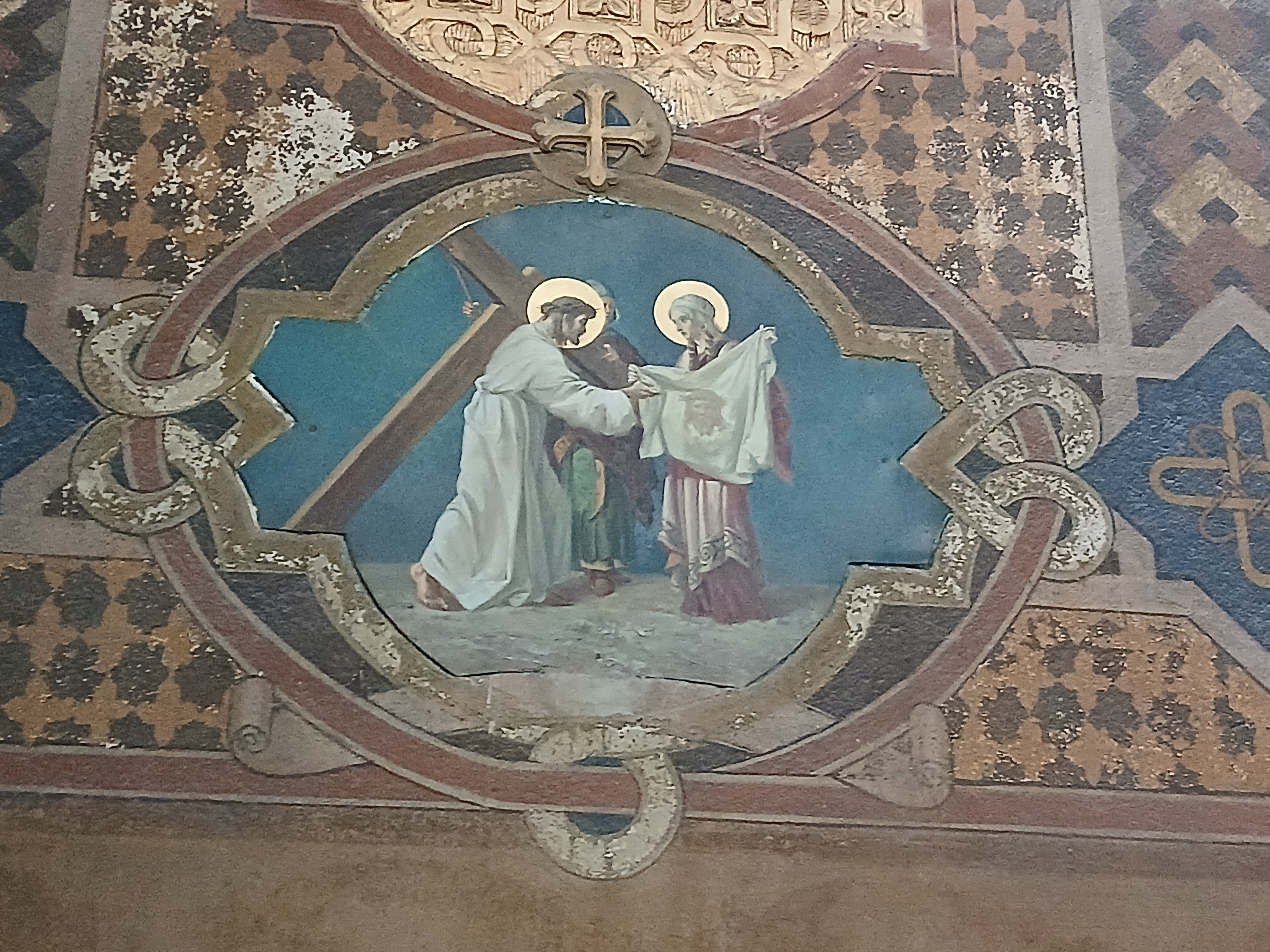
Novena estación de la Via crucis, Iglesia del Oratorio de la Inmaculada, Bergamo

## Bibliografía

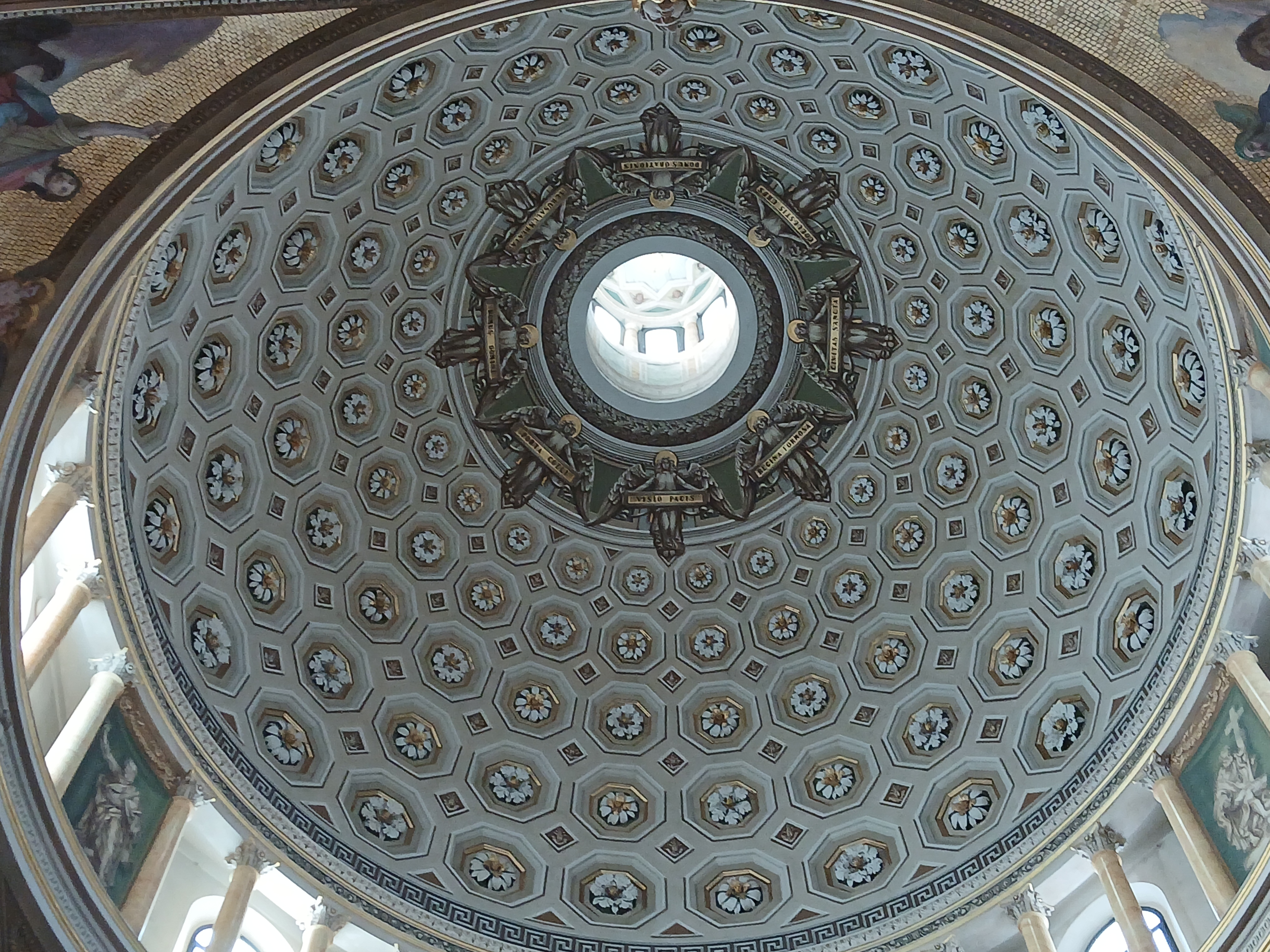
Decoraciones de la cúpulla, iglesia de San Jorge martyr, Boltiere (1909)